# Acegas - Aps
AcegasAps è la precedente denominazione sociale della società per azioni italiana AcegasApsAmga.
Fu quotata in Borsa Italiana dal 2001 (quando ancora era Acegas) fino al 2013, anno in cui fu delistata a seguito di OPA obbligatoria da parte di Hera.

## Storia
Le origini della società risalgono al 1864 quando nasce la municipalizzata che eroga il primo servizio di pubblica utilità a Trieste: il gas illuminante. A Padova nel 1891 si fonda il servizio idrico comunale, mentre a Trieste la fondazione dell'acquedotto pubblico moderno è del 1910. L'allora impero austro-ungarico inaugurò nel 1913 a Trieste uno dei primi inceneritori di rifiuti d'Italia, già allora votato alla produzione di energia elettrica. Nel 1923 nasce ACEG, nel 1929 si costruisce l'acquedotto di Randaccio, nel 1934 ACEGAT che nel 1997 diventa ACEGAS SpA.
La società è nata nel 2003 dall'aggregazione tra Acegas di Trieste e APS - Azienda Padova Servizi, due società con più di un secolo di esperienza nella gestione dei servizi di pubblica utilità, molto radicate nei territori di riferimento e caratterizzate da un importante patrimonio di conoscenze tecnico-operative.
Dal 1º gennaio 2013 diventa efficace l'atto di fusione per incorporazione di AcegasAps Holding srl nel Gruppo Hera. In seguito all'aggregazione di Acegas-Aps il Gruppo Hera diventa il 1° operatore italiano per la quantità di rifiuti trattati; il 2° per volume di acqua venduta; il 3° nella distribuzione del gas; il 5° nella vendita di energia elettrica a clienti finali; il 7° nella vendita di gas naturale a clienti finali.
Il 1º luglio 2014 Acegas-Aps S.p.A. diventa AcegasApsAmga, a seguito dell'atto di fusione con Amga di Udine. La nuova compagine rafforza presenza territoriale e competenze come azienda multiservizi italiana che opera in Friuli-Venezia Giulia, in Veneto e nei Balcani.

## Dati Economici e Finanziari
Acegas-Aps chiude il 2012 con € 626.3 milioni di ricavi, un utile netto di Gruppo di € 25,5 milioni. Il patrimonio netto è di 384,2 milioni, il capitale investito è di 848,6 milioni, la posizione finanziaria netta ammonta a € -464,4 milioni. I dipendenti erano circa 1800.

## Fonti
- Bilancio AcegasAps S.p.A. al 31.12.13, su acegasapsamga.it.